# Тамале
Тама́ле (англ. Tamale, дагбани Tamali) — административный центр Северной области Ганы с населением в 360 579 тыс. человек (2007), преимущественно мусульман. Находится в 600 км к северу от Аккры. Третий по величине город в стране (после столицы Аккры и г. Кумаси).
Представляет собой конгломерат деревень, в котором одновременно можно найти и традиционные мазанки, и современные здания. В то время как большинство домов покрыто гофрированным железом, приличное количество строений имеет крышу из дёрна. Ко многим кварталам мазанок подведено электроснабжение и ТВ антенна. В городе расположено представительство Университета по Исследованию Проблем Развития (англ. The University for Development Studies).
Ввиду ключевого местоположения, Тамале служит центром для всей административной и коммерческой деятельности в регионе, выполняя роль политической, экономической и финансовой столицы области. В центре Тамале базируются региональные отделения финансовых учреждений Ганы и значительное количество международных неправительственных организаций, таких как Католическая служба помощи (англ. Catholic Relief Services (CRS)), CARE International, ActionAid и World Vision, так что Тамале часто называют столицей неправительственных организаций Ганы.
Конгломерат последние несколько лет демонстрирует быстрое развитие и, как считается, является наиболее быстро растущим городом в Западной Африке. Второе дыхание развитию Тамале даёт энтузиазм различных компаний, открывающих отделения в городе. Значительно выросла индустрия туризма, за счёт постройки новых отелей и небольших гостиниц вокруг города.
В числе новых и современных объектов инфраструктуры Тамале построенный стадион «Тамале», пришедший на смену ранее существовавшей футбольной площадке, а также парк культуры и отдыха мирового класса «Каладан» (англ. Kaladan). Многие улучшения инфраструктуры города произошли во время подготовки к Кубку африканских наций. Дальнейшее развитие идёт в направлении создания разветвлённой дорожной сети Тамале.

## География

### Расположение
Город Тамале расположен в центре северного региона страны с достаточно ровным ландшафтом, где средняя высота составляет 180 метров над уровнем моря. Небольшие овраги способствуют формированию сезонных потоков.

### Климат
Столица региона переживает сезон дождей, начинающийся в апреле/мае и продолжающийся до сентября/октября, с пиком активности в июле/августе. Ежегодный уровень осадков в 1100 мм выпадает в течение 95 дней интенсивных ливней. Следовательно, земледелие сильно ограничено короткой продолжительности осадков.
Сухой сезон обычно длится с ноября до марта. Он вызван влиянием сухого северо-восточного ветра, в то время как сезон дождей формируется под влиянием влажного юго-западного воздушного течения. Средняя температура колеблется днём в пределах от 33 до 39, а ночью — от 20 до 22 градусов Цельсия.
Средняя продолжительность светового дня в году — часов.
| Показатель                    | Янв. | Фев. | Март | Апр. | Май | Июнь | Июль | Авг. | Сен. | Окт. | Нояб. | Дек. | Год  |
| ----------------------------- | ---- | ---- | ---- | ---- | --- | ---- | ---- | ---- | ---- | ---- | ----- | ---- | ---- |
| Средний суточный максимум, °C | 36   | 37   | 37   | 36   | 34  | 31   | 30   | 30   | 30   | 32   | 35    | 35   | 37   |
| Средний суточный минимум, °C  | 21   | 23   | 24   | 24   | 24  | 22   | 22   | 22   | 22   | 22   | 22    | 20   | 20   |
| Норма осадков, мм             | 2    | 9    | 50   | 77   | 113 | 155  | 169  | 203  | 203  | 231  | 77    | 3    | 1100 |
| Источник: Данные о климате    |      |      |      |      |     |      |      |      |      |      |       |      |      |

### Растительность
Растительность состоит преимущественно из саванн с травами, растениями и небольшими деревьями, устойчивыми к засухе (ши, африканское красное дерево и т. д.). Смена времен года превращает город из зелёной зоны в сухой и пыльный муниципалитет.

### Граничащие области
Область Тамале окружена 5 областями :
| Толон/Кумбунгу  | Савелугу/Нантон |      |  |
|                 | Тамале          | Енди |  |
| Восточная Гонжа | Западная Гонжа  |      |  |

## Правительство
Во главе правительственной системы города стоит мэр-консул, наделённый обширными правами исполнительной власти. Мэр назначается президентом республики Ганы и одобряется муниципальным советом, но кандидатура выбирается на основе общественного мнения с целью повышения подотчётности избранного главы. Ныненшний мэр Алхаджи Харуна Фрайди назначен Его Превосходительством президентом Атта Миллсом в 2009 году.

## Образование
Тамале является основным центром образования на севере Ганы. В настоящее время в пределах столицы региона в общей сложности 742 образовательных учреждения. В их числе: 94 детских сада, 304 начальных школы, 112 средних школ и 10 школ старших классов. А также, — технические/профессионально-технические училища, два педагогических колледжа, политехникум и два университета — один общественный, другой — частный.
Кампус в северо-западной части города занимает площадь в 3 км². В нём расположены 20 школ, от начальных до школ старших классов, учебные коллегии, политехникум «Тамале» и университет. Также, в Тамале находится штаб-квартира Университета по Исследованию Проблем Развития.

## Транспорт
Тамале обслуживается аэропортом «Тамале». Он расположен в пределах 11 км от центра города. Используется в основном коммерческими перевозчиками, такими как CiTylink и Antrak Air, которые поддерживают регулярное сообщение с международным аэропортом «Котока» (англ. Kotoka) в Аккре и другими региональными аэропортами.
Общественный транспорт в форме такси является самым удобным средством изучения Тамале для посетителей города. Однако у местных жителей наибольшей популярностью пользуются велосипеды и мотоциклы. Этому способствует наличие велосипедных дорожек в конгломерате, делая его самым благоприятным для двухколёсного транспорта городом в Гане.

## Экономика

### Торговля

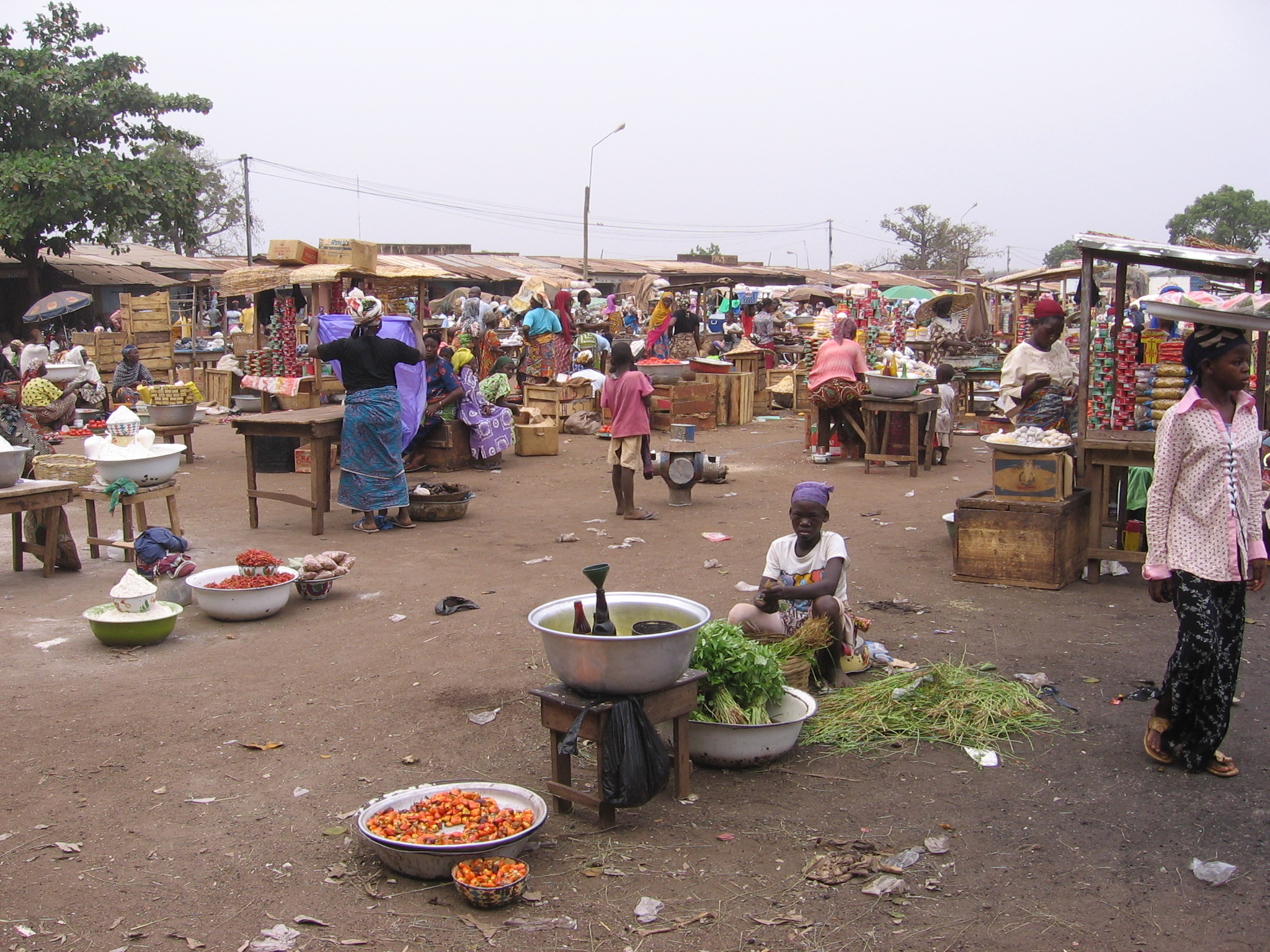
Рынок в Тамале

В связи со стратегическим расположением на трассе Аккра — Уагадугу, город является коммерческим центром северной Ганы. Торговля развёрнута на трех основных рынках, в том числе центральном рынке и рынке Абуабу (англ. Abuabu), через которые проходят большие объёмы сельскохозяйственных товаров из прилегающих районов, а также из государства Буркина-Фасо (кукуруза, ямс, просо, сорго, рис, арахис, помидоры, лук, и т. д.) и регионов южной Италии (ананасы, бананы, подорожник и др.). Также, важное место в экономике занимает торговля овцами и крупным рогатым скотом, в частности из-за отсутствия мухи цеце к северу от озера Вольта. Наконец, широко развиты местные ремёсла и производство полуфабрикатов, таких как масло дерева ши, в котором занята значительная часть рабочей силы, особенно женщины.

### Банковское присутствие

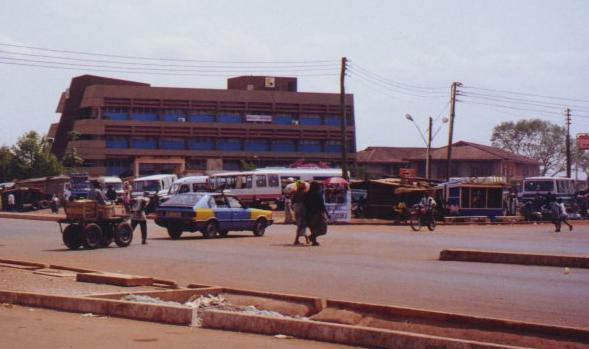
Банк в Тамале

Большинство крупных банков, присутствующих в настоящее время в Гане, имеют филиалы в Тамале. Таким образом, в городе присутствуют: Банк сельскохозяйственного развития, Barclays, Коммерческий банк Ганы, банк «Intercontinental», Национальный инвестиционный банк, банк «Prudential», SG-SSB (дочерний банк «Societe Generale»), банк «Stanbic» и банк «Зенит».

## Энергосистема и связь
Снабжение электроэнергией идёт от гидроэлектростанции на плотине Акосомбо, расположенной на юго-востоке страны. Энергосистема в хорошем состоянии. В засушливые периоды иногда идёт плановое отключение потребителей, для оптимизации нагрузки, и для того, чтобы уровень воды озера Вольта не опускался ниже критического порога.
Присутствует стационарная телефонная связь и несколько операторов сотовой связи.
В Тамале множество интернет-кафе, обслуживаемых провайдером Africa Online, который также предоставляет услуги Dial-Up доступа частным лицам.
Africa Online подключён ко Всемирной паутине через спутник на скорости 256 кбит/с и обслуживает прокси-сервер. Весь трафик TCP/IP перенаправляется через линию 64 кбит/с до Аккры.
Таким образом, доступ к Интернету присутствует, однако возможна потеря пакетов и разрывы связи.

## Города-побратимы
Тамале состоит в дружеских взаимоотношениях со следующими городами-побратимами:
| Город              | Страна       | Дата | Ссылка |
| ------------------ | ------------ | ---- | ------ |
| Луисвилл, Кентукки | США          | 1979 | [ 3 ]  |
| Фада-Нгурма        | Буркина-Фасо | 2003 | [ 4 ]  |
| Ниамей             | Нигер        | 2007 | [ 5 ]  |